# ヨヒンベノキ属
ヨヒンベノキ属（ヨヒンベノキぞく、学名: Corynanthe）とは、アカネ科の属の一つである。分布は熱帯アフリカ西部からアンゴラにかけてである。2014年に完全な統合が結論付けられるまでPausinystalia属と近縁属の関係にあると見做され、アカネ科における連階級の位置づけに関しても21世紀初頭にタニワタリノキ連に落ち着くまではキナノキ連やヒョウタンカズラ連に置かれていた（参照:#分類史）。
催淫剤の原料となるヨヒンビンを含有するヨヒンベノキ（Corynanthe johimbe）が本属に属すが、本属の他の種にもそれとは異なる交感神経遮断作用を有するアルカロイドを含むものが見られる（参照:#利用）。

## 特徴
ヨヒンべノキ属の特徴として挙げられるのは、重ならず敷石状となる花冠裂片、これを延長する無毛でよく発達した付属物、基部に接着し上向きに重なり合う覆瓦状の多数の胚珠、そして蒴果の存在である。ただこれは2014年に分子系統学的研究に基づいて Corynanthe属とPausinystalia属が統合された後に結論付けられたものであり（参照:#分類史）、各部位の形態について体系的に述べたものは分子系統学が盛んとなる21世紀より前の著作からCorynanthe属とPausinystalia属それぞれについて、以下に引用することとする。
Corynanthe属
旧Pausinystalia属
Dupouy & Beille (1905) や後世の多数の研究者たちにより採用されてきたCorynanthe属とPausinystalia属との間の形態的な差異は次のようなものである。
|      | Corynanthe属 | Pausinystalia属                                                      | 備考 |
| ---- | ------------ | -------------------------------------------------------------------- | --- |
| 花冠 | 漏斗状       | 花冠筒は基部が細く円筒状であり先端に囊（）状の部分を有し、変化に富む | - |
| 花柱 | 花冠外に突出 | 突出せず                                                             | - |
| 葯   | 花冠外に突出 | 突出せず                                                             | - |
| 柱頭 | 球状         | 2裂                                                                  | - |
| 蒴果 | 胞背裂開性   | 胞間裂開性                                                           | Stoffelen, Robbrecht & Smets (1996:301) は両属それぞれが100パーセント胞背/胞間裂開するが、両属とも部分的に正反対の裂開の仕方も見られ得るという旨のことを述べている。 |

### 他属との違い
Löfstrand et al. (2014) 以降同じアカネ科タニワタリノキ連（Naucleeae）とされているミトラガイナ属（Mitragyna）やカギカズラ属（Uncaria）とは、共にヒョウタンカズラ連下に置かれていた時期（参照: #上位分類について）に以下のような形態比較が行われている。
- カギカズラ属 …… つる植物もしくは登攀性低木、鉤爪を有する; 花冠裂片が重なり合う覆瓦状
- ヨヒンベノキ属 …… 木本性、鉤爪は存在しない; 托葉が3角形、芽の際に跨状[注 8]もしくは半跨状[注 9]の襞（）あり; 花冠裂片は重なり合わない敷石状; 柱頭は球状もしくは2裂; 蒴果は無稜
- ミトラガイナ属 …… 木本性、鉤爪は存在しない; 托葉は卵形、扁平、芽の際には相互に密着; 花冠裂片は敷石状; 柱頭は僧帽状; 蒴果は先端が有稜[注 10]

## 分類史
ヨヒンベノキ属について述べるには、いずれも19世紀後半以降に設けられたCorynanthe属とPausinystalia属の両方をめぐる歴史を紐解く必要がある。
まずCorynanthe属はフリードリヒ・ヴェルヴィッチュがアンゴラ現クアンザ・ノルテ州ゴルンゴ・アルト方面で自ら採取した標本に基づき、1869年に Corynanthe paniculata を新種記載した際に共に新設された属である。その後カール・モーリッツ・シューマンが当時ドイツ領であったカメルーン産標本を基に1896年に C. macroceras、1901年に C. brachythyrsus、ヨヒンベノキこと C. johimbe、C. pachyceras を立て続けに記載した。
この流れを変えたのがジャン・バティスト・ルイ・ピエールであり、死後出版によりヨヒンベノキや C. macroceras をPausinystalia属へと組み替えた。その後Corynanthe属はタイプ種である C. paniculata を除き、ここまでに言及されたほとんどの種がPausinystalia属に組み替えられる傾向が見られた。Razafimandimbison & Bremer (2002) による分子系統学と形態分析の複合による系統樹では両属を単一の亜連 Corynantheinae 下にまとめつつ、Pausinystalia属を単系統群、Corynanthe属を C. paniculata を唯一の種として亜連 Corynantheinaeの残りの姉妹群とする解決法が取られたが、Corynanthe属は側系統群のままとされた。なおこの際に1909年記載のPseudocinchona属を C. mayumbensis （R.D.Good）N.Hallé と C. pachyceras を適用対象として試験的に復活させる措置も取られた。Razafimandimbison & Bremer (2002) の結果を受けた Löfstrand et al. (2014:306 & 309–311) の分析ではCorynanthe属とPausinystalia属の側系統性を支持する結果が得られ、また従来Pseudocinchona属とされた左記の2種自体は単系統群となったものの、その単系統群が側系統的な Pausinystalia の内群に含まれることが判明し、単系統性を重視して Stoffelen, Robbrecht & Smets (1996) の定義によるPausinystalia属も Chevalier (1909) の定義による Pseudocinchona属もいずれもCorynanthe属へ統合するという結論が下されることとなった。

### 上位分類について
アカネ科の中ではCorynanthe属もPausinystalia属も伝統的にキナノキ連（Cinchoneae）に置かれてきたが、これはいずれも乾果と有翼の種子を有しているためであった。このキナノキ連には旧世界産・新世界産いずれの属も含まれていたが、Andersson & Persson (1991) はCorynanthe属やPausinystalia属を含め、旧世界産のものを形態の面からヒョウタンカズラ連 （Coptosapelteae） の下に置いた。21世紀に入ってからリボソームDNAのITS領域、葉緑体DNAにおいてタンパク質コーディングを行うrbcL領域、そしてコーディングとは無関係であるtrnT-F領域の解析に形態的特徴を加味した検討も行われた結果、Corynanthe属・Pausinystalia属共に明確にタニワタリノキ連（Naucleeae）に置かれるようになり、両属は Corynantheinae という亜連で括られるようになった。

## 下位分類

### 検索表
#特徴でも述べた通り、ヨヒンベノキ属は2014年になるまでCorynanthe属とPausinystalia属とに分かれており、検索表に関しても属統合を反映したものが確認されない限り、已むを得ず以下のように属ごとに別個のものを掲示することとなる。なお Hallé (1966:65 & 73) に C. talbotii を除く全種の、少なくとも花の図版が掲載されているため、そちらも併せて参照されたい。
Corynanthe属
- C-1.
  - C-1a. 花序が腋生; 花冠が4数性; 花冠の付属物が球状か細長くかつ湾曲; 花糸が0.8-1.8ミリメートル; 種子が内胚乳を有する部分が長さ0.6-1.2ミリメートルの幅0.25-0.4ミリメートル。…… C-2. へ
  - C-1b. 花序は頂生; 花冠は5数性; 花冠の付属物は線形、直生し、頂部で肥大化; 花糸は0.2ミリメートル未満; 種子が内胚乳を有する部分は長さ1.5-2ミリメートルの幅0.5-0.8ミリメートル。…… C. paniculata
- C-2.
  - C-2a. 花冠の付属物が球状; 花糸が0.8-1.2ミリメートル; 花柱が3.6-6.7ミリメートル; 蒴果が10パーセントを超えて胞間裂開[注 5]することは稀; 種子が幅0.7ミリメートル未満。…… C. pachyceras
  - C-2b. 花冠の付属物は細長くかつ湾曲; 花糸は1.2-1.8ミリメートル; 花柱は1.6-3.5ミリメートル; 蒴果の胞間裂開は50パーセント未満; 種子は幅0.8ミリメートル超。…… C. mayumbensis

旧Pausinystalia属
- P-1.
  - P-1a. 葉軸、生長軸、花序軸が3輪生; 葉身が長さ24センチメートル超; 花序基部の托葉が宿存性; 花序が長さ5センチメートル超。…… ヨヒンベノキ
  - P-1b. 葉軸、生長軸、花序軸は十字対生; 葉身は長さ24センチメートル未満; 花序基部の托葉は脱落性、稀に宿存性（この場合、花序は4センチメートル未満; C. macroceras[注 14]）。…… P-2. へ
- P-2.
  - P-2a. 花序が長さ3センチメートル前後で幅2センチメートル未満、密生; 腋性花序基部の托葉が宿存性; 花冠裂片の付属物が3ミリメートル未満。…… C. macroceras[注 14]
  - P-2b. 花序は長さ・幅ともに5センチメートル超、疎生; 腋生花序基部もしくは頂生花序基部の托葉は脱落性; 花冠裂片の付属物は3ミリメートル超。…… P-3. へ
- P-3.
  - P-3a. 花序が頂生 …… P-4. へ
  - P-3b. 花序は腋生 …… P-5. へ
- P-4.
  - P-4a. 葉身が決して円形とはならない; ダニ室が有毛; 花冠裂片の付属物が12ミリメートル未満; 蒴果が乾燥状態で帯褐色、幅6ミリメートル未満; 種子が長さ5-7ミリメートル。…… Corynanthe lanei-poolei subsp. ituriense
  - P-4b. 葉身は時に円形; ダニ室は無毛もしくは短く有毛; 花冠裂片の付属物は12ミリメートル超; 蒴果は乾燥状態で帯紫褐色、幅6ミリメートル超; 種子は長さ8-9ミリメートル。…… C. lane-poolei subsp. lane-poolei
- P-5.
  - P-5a. ダニ室が存在する場合、有毛; 葉身が楕円形もしくは卵形、決して倒卵形とはならない; 花冠内部が非常に顕著に有毛; 萼と子房が顕著に有毛; 子房から萼への遷移が段階的; 蒴果が多くの場合に胞背裂開[注 4]し、胞間裂開[注 5]も見られる; 種子が幅2ミリメートル超。…… C. talbotii
  - P-5b. ダニ室は存在する場合、無毛; 葉身は楕円形もしくは倒卵形、決して卵形とはならない; 花冠内部はまばらに有毛; 萼と子房は無毛か有毛; 子房から萼への遷移はくびれにより明瞭; 蒴果は純粋に胞間裂開性; 種子は幅2ミリメートル未満…… C. macroceras

### 種の一覧
シノニムは必ずしも網羅的なものではないという点に留意されたい。

#### ヨヒンベノキ（Corynanthe johimbe）

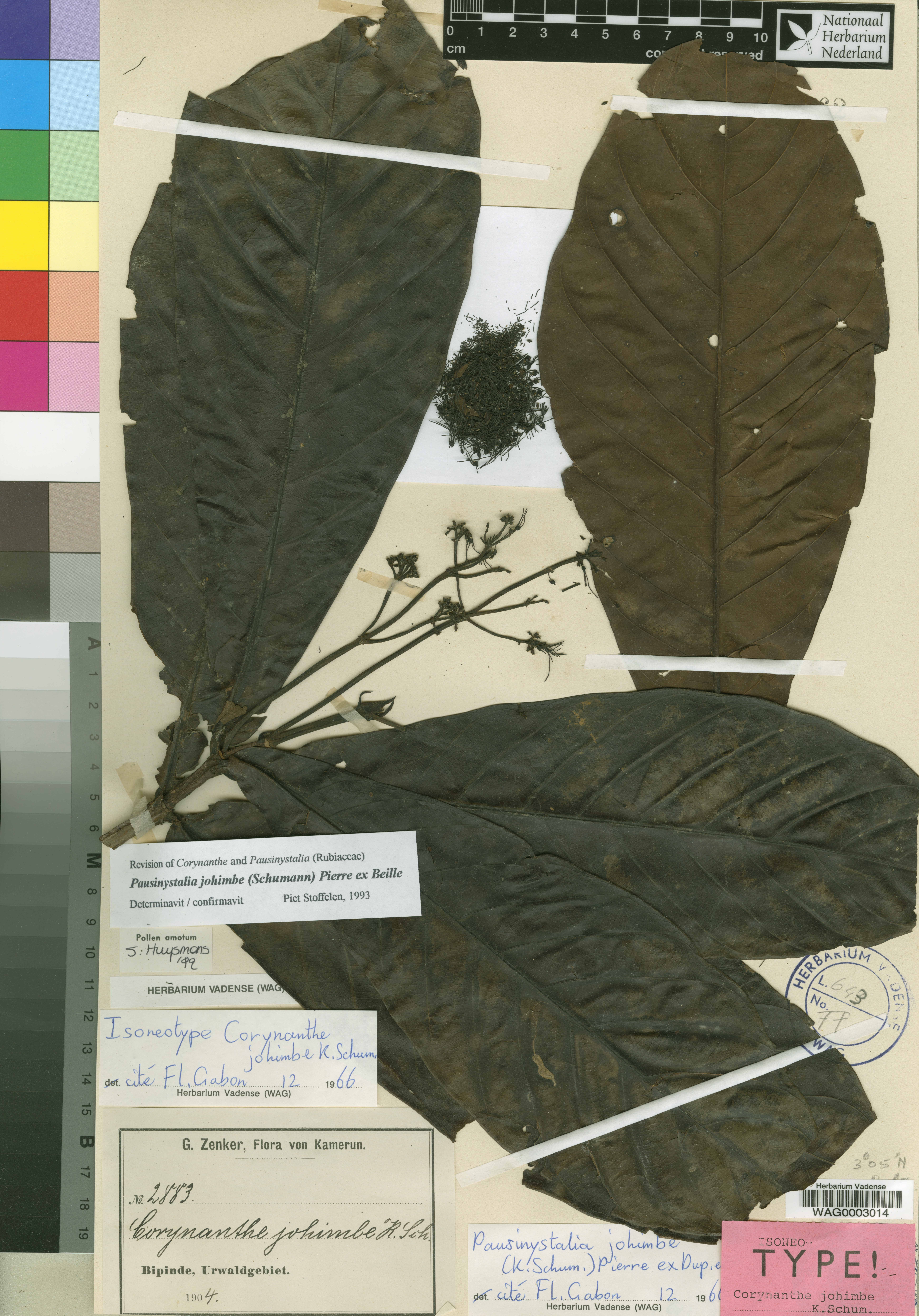
ヨヒンベノキの「アイソネオタイプ」標本（WAG0003014; オランダ国立植物標本館所蔵）

- Corynanthe johimbe K.Schum.（Wikispecies）
  - 和名: ヨヒンベノキ[27][28]
  - シノニム: Pausinystalia johimbe （K.Schum.）Pierre
  - タイプ産地: カメルーンのクリビ周辺（ホロタイプ）[12]; 同国 Bipindi（「ネオタイプ」）[29][注 15][31]
  - 分布: 下ギニア（英語版）領域（ナイジェリア、カメルーン、赤道ギニア、ガボン[32]、アンゴラのカビンダ州[33]）、コンゴ民主共和国のバ・コンゴ産と思しき標本の存在も確認されている[31]
  - 用途: 催淫剤（参照:#利用）

#### Corynanthe lane-poolei
- Corynanthe lane-poolei Hutch. subsp. lane-poolei
  - シノニム: Pausinystalia lane-poolei （Hutch.）Hutch. ex Lane-Poole
  - タイプ産地: シエラレオネのヨーク・パス (York Pass)[34]
  - 分布: ニンバ山脈に集中（シエラレオネ、リベリア、ガーナ）[34]

##### C. lane-pooleisubsp.ituriense
- Corynanthe lane-poolei subsp. ituriense （De Wild.）Å.Krüger & Löfstrand[35]
  - シノニム: Pausinystalia ituriense De Wild.; P. lane-poolei subsp. ituriense （De Wild.）Stoffelen & Robbr.[34]
  - タイプ産地: コンゴ民主共和国イトゥリ州[34]
  - 分布: アフリカ高山地域のキヴ・ルウェンゾリ領域（コンゴ民主共和国、ルワンダ）とギニア・コンゴ地域の下ギニア領域（ガボン）に隔離分布[36]

#### Corynanthe macroceras
- Corynanthe macroceras K.Schum.
  - シノニム: Pausinystalia macroceras （K.Schum.）Pierre; Corynanthe brachythyrsus K.Schum.（Wikispecies）; Pausinystalia brachythyrsum （K.Schum.）W.Brandt[37]
  - タイプ産地:
    - C. macroceras: カメルーンのロロドルフ（英語版）およびヤウンデ（シンタイプ）[11][36]
    - C. brachythyrsus: カメルーンの Bipindi[12][38]

  - 分布: ギニア・コンゴ地域の下ギニア領域（ナイジェリア、カメルーン、赤道ギニア、ガボン、アンゴラのカビンダ州）やコンゴ領域（コンゴ民主共和国）に広く分布[39]、アンゴラのベンゴ州でも標本が採取されている[40]

#### Corynanthe mayumbensis

C. mayumbensis のタイプ標本（BM000902805; ロンドン自然史博物館所蔵）

- Corynanthe mayumbensis （R.D.Good）N.Hallé（Wikispecies）
  - シノニム: Pausinystalia mayumbensis R.D.Good; Pseudocinchona mayumbensis （R.D.Good）Raym.-Hamet
  - タイプ産地: アンゴラ（カビンダ州）[41][42]
  - 分布: 下ギニア領域（ガボン中心、コンゴ共和国、アンゴラのカビンダ州にも）[43]

#### Corynanthe pachyceras
- Corynanthe pachyceras K.Schum.（Wikispecies）
  - シノニム: Pseudocinchona africana A.Chev.; Pausinystalia pachyceras （K.Schum.）De Wild.; Pseudocinchona pachyceras （K.Schum.）A.Chev.[43]
  - タイプ産地:
    - C. pachyceras: カメルーンの Bipindi[12]
    - P. africana: コートジボワールのブルクル（Bouroukrou）[16]

  - 分布: ギニア・コンゴ地域の上ギニア（英語版）（ギニア、シエラレオネ、リベリア、コートジボワール）、下ギニア（ガーナ、ベナン、ナイジェリア、カメルーン、赤道ギニア、ガボン）、コンゴ領域北部（中央アフリカ共和国、コンゴ民主共和国）に広く分布[44]

#### Corynanthe paniculata
- Corynanthe paniculata Welw.（Wikispecies）
  - タイプ産地: アンゴラの現クアンザ・ノルテ州ゴルンゴ・アルト（英語版）方面[10]
  - 分布: 下ギニアのコンゴ川（旧称ザイール川）河口、特にマタディ周辺に限られているが、その北東のキンシャサに至るまで見られ、コンゴ盆地（ザイール盆地）の南方（以上コンゴ民主共和国）やアンゴラ（カビンダ州、ベンゴ州、クアンザ・ノルテ州）にも少数確認されている[19][45]
  - 備考: Corynanthe属のタイプ種

#### Corynanthe talbotii
- Corynanthe talbotii （Wernham）Å.Krüger & Löfstrand
  - シノニム: Pausinystalia talbotii Wernham
  - タイプ産地: ナイジェリアのオバン（Oban）[46]
  - 分布: 下ギニア領域（ナイジェリア、カメルーン）[47]

## 利用

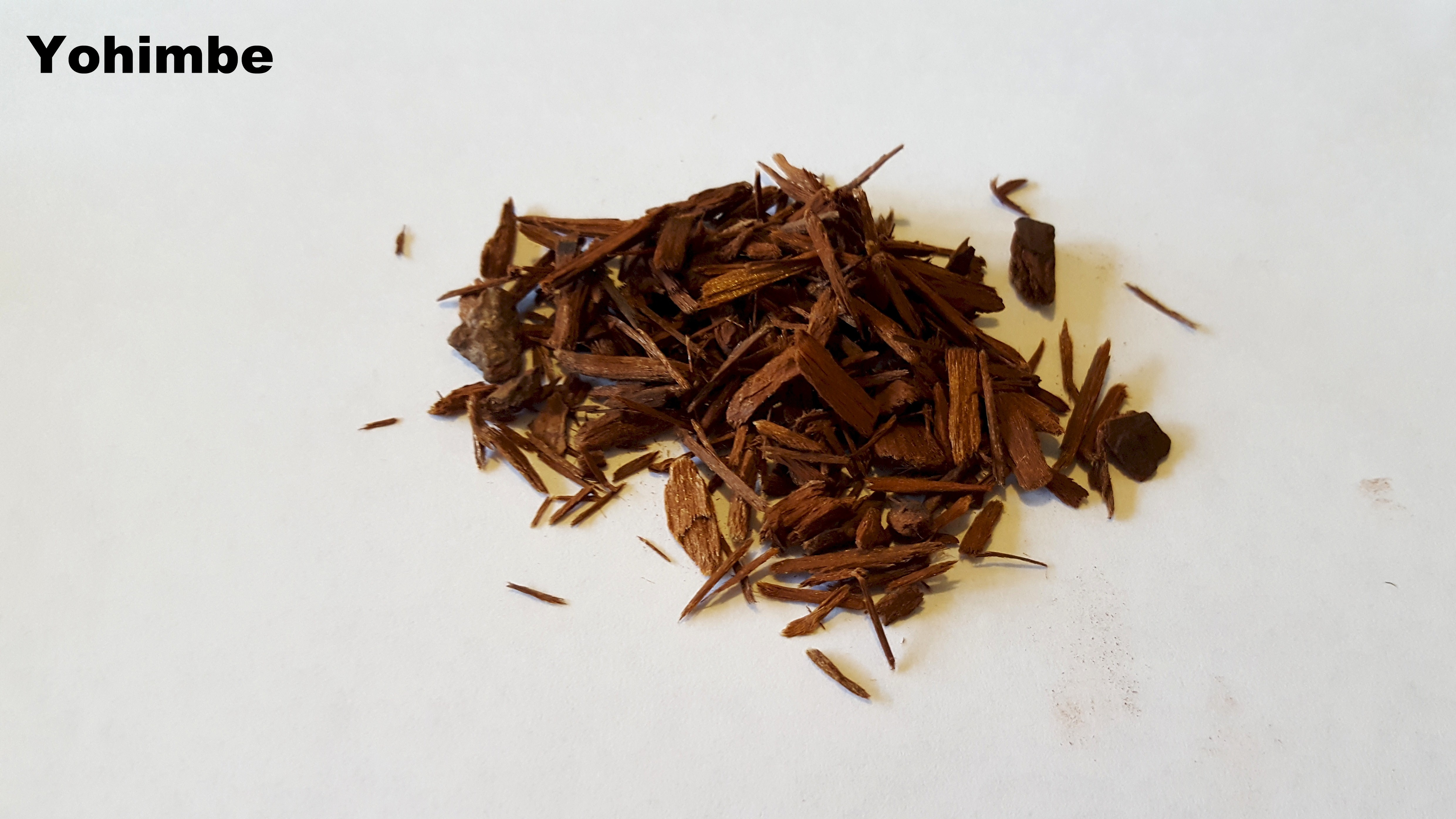
ヨヒンベノキ樹皮

ヨヒンベノキの樹皮には催淫剤である塩酸ヨヒンビンの原料となる、ヨヒンビンやヨヒンビニン（yohimbinine）といったアルカロイドが含まれており、このうちヨヒンビンは生殖器末梢の血管を拡張させ、腰髄の勃起中枢への作用により陰茎の勃起を促すものであり、薬理学的には交感神経α受容体遮断薬として扱われるが、大量投与すると延髄麻痺を引き起こし、痙攣、呼吸麻痺、心停止に至る危険性も存在する。
なおヨヒンビンは1941年以前の時点でPausinystalia属とされていた種（ヨヒンベノキもこれに該当）や Corynanthe paniculata には含有されている一方、Corynanthe pachyceras（シノニム: Pseudocinchona africana）や C. mayumbensis（Pseudocinchona mayumbensis）には見られず、Raymond-Hamet (1941) はこれをもってPseudocinchona属を独立属として認めた。Pseudocinchona属とされた2種はコリナンチンやコリナンテイン（corynantheine）という物質を含有するが、これらは対照的に左記の旧Pausinystalia属や C. paniculata には見られない。コリナンチンやコリナンテインなどもアルカロイドに属し、化学構造自体はヨヒンビンを彷彿とさせるものである。コリナンチンはヨーロッパの治療学にも取り入れられており、顕著な交感神経遮断作用や、コカインよりも下等な局所麻酔作用を有する。